# Atletismo nos Jogos Paralímpicos de Verão de 2012 - Salto em distância masculino
As competições de salto em distância masculino do atletismo nos Jogos Paralímpicos de Verão de 2012 foram disputadas entre os dias 31 de agosto e 5 de setembro no Estádio Olímpico de Londres, na capital britânica. Participaram desse evento atletas divididos em 7 classes diferentes de deficiência. 

## Medalhistas

### Classe F11
| Ouro   | UKR Ruslan Katyshev |
| Prata  | USA Elexis Gilette  |
| Bronze | CHN Duan Li         |

### Classe F13
| Ouro   | CUB Luis Felipe Gutiérrez |
| Prata  | CUB Angel Jimenez Cabeza  |
| Bronze | BUL Radoslav Zlatanov     |

### Classe F20
| Ouro   | ESP José António Exposito |
| Prata  | CRO Zoran Talić           |
| Bronze | POR Lenine Cunha          |

### Classe F36
| Ouro   | UKR Roman Pavlyk      |
| Prata  | POL Mariusz Sobczak   |
| Bronze | RUS Vladimir Sviridov |

### Classe F37/38
| Ouro   | RUS Gocha Khugaev |
| Prata  | CHN Ma Yuxi       |
| Bronze | RSA Dyan Buis     |

### Classe F42/44
| Ouro   | GER Markus Rehm      |
| Prata  | GER Wojtek Czyz      |
| Bronze | DEN Daniel Jørgensen |

### Classe F46
| Ouro   | CHN Fuliang Liu      |
| Prata  | FRA Arnaud Assoumani |
| Bronze | AZE Huseyn Hasanov   |

## F11
| Pos. | Atleta                  | 1    | 2    | 3    | 4    | 5    | 6    | Marca | Notas            |
| ---- | ----------------------- | ---- | ---- | ---- | ---- | ---- | ---- | ----- | ---------------- |
| 1 !  | UKR Ruslan Katyshev     | 6,46 | 6,32 | 6,06 | X    | X    | 6,42 | 6,46  | Recorde pessoal  |
| 2 !  | USA Elexis Gilette      | 5,98 | X    | 6,16 | X    | 6,34 | 6,18 | 6,34  |                  |
| 3 !  | CHN Duan Li             | X    | 6,11 | 6,31 | 6,19 | X    | -    | 6,31  | Recorde pessoal  |
| 4    | RUS Andrey Koptev       | 5,67 | 6,08 | X    | 5,96 | 6,29 | 5,96 | 6,29  | Recorde pessoal  |
| 5    | ESP Xavier Porras       | 5,89 | X    | 5,70 | 6,00 | 5,91 | 6,08 | 6,08  |                  |
| 6    | ALG Firas Bentria       | 5,73 | 5,63 | 5,71 | 5,83 | 5,50 | 5,69 | 5,83  | Recorde africano |
| 7    | SWE Rickard Straht      | 5,56 | 5,67 | X    | 5,59 | 5,41 | 5,50 | 5,67  |                  |
| 8    | ESP Martin Perejo Marza | 5,32 | X    | 5,57 | 5,40 | 5,54 | 5,61 | 5,61  |                  |
| 9    | THA Jakkit Punthong     | 5,36 | 5,47 | 5,20 | -    | -    | -    | 5,47  |                  |
| 10   | GRE Athanasios Barakas  | 5,28 | 5,18 | 5,41 | -    | -    | -    | 5,41  |                  |
| 11   | USA Tanner Gers         | 5,24 | 5,14 | 4,64 | -    | -    | -    | 5,24  |                  |
| 12   | RUS Denis Gulin         | X    | 5,18 | X    | -    | -    | -    | 5,18  |                  |

## F13
| Pos. | Atleta                    | 1    | 2    | 3     | 4    | 5    | 6    | Marca | Notas                |
| ---- | ------------------------- | ---- | ---- | ----- | ---- | ---- | ---- | ----- | -------------------- |
| 1 !  | CUB Luis Felipe Gutiérrez | 7,49 | X    | 7,54  | 7,47 | X    | X    | 7,54  | Recorde paralímpico  |
| 2 !  | CUB Angel Jimenez Cabeza  | X    | 7,06 | 6,90  | 7,09 | 7,07 | 7,14 | 7,14  | Recorde pessoal      |
| 3 !  | BUL Radoslav Zlatanov     | 6,32 | 6,57 | X     | X    | 6,81 | X    | 6,81  | Recorde pessoal      |
| 4    | SWE Per Jonsson           | 6,41 | 6,15 | X     | 6,30 | 6,11 | 6,48 | 6,48  | Recorde da temporada |
| 5    | MAS Mohd Saifuddin Ishak  | X    | 6,07 | 5,96  | X    | 6,30 | 6,15 | 6,30  |                      |
| 6    | USA Markeith Price        | X    | 6,17 | 6,09  | 5,90 | 6,05 | 6,05 | 6,17  |                      |
| 7    | SUR Biondi Miasi          | 6,06 | 5,73 | 5,70  | 5,51 | 5,86 | 5,46 | 6,06  | =                    |
| 8    | BLR Ihar Fartunau         | 5,84 | X    | 5,99' | X    | -    | -    | 5,99  |                      |
| 9    | PLE Mohammed Fannouna     | 5,75 | 5,93 | 5, 80 | -    | -    | -    | 5,93  |                      |
| 10   | SWE Tobias Jonsson        | 3,61 | 5,83 | 5,79  | -    | -    | -    | 5,83  |                      |
| 11   | JOR Abed Al Ramahi        | 5,66 | X    | X     | -    | -    | -    | 5,66  |                      |
| 12   | KAZ Islam Salimov         | 5,58 | 5,60 | 5,64  | -    | -    | -    | 5,64  |                      |
| 13   | LAT Edgars Klavins        | 5,57 | 5,29 | 5,27  | -    | -    | -    | 5,57  |                      |
| 14   | TKM Sohbet Charyyev       | X    | 5,53 | X     | -    | -    | -    | 5,53  |                      |

## F20
| Pos. | Atleta                    | 1    | 2    | 3    | 4    | 5    | 6    | Marca | Notas                |
| ---- | ------------------------- | ---- | ---- | ---- | ---- | ---- | ---- | ----- | -------------------- |
| 1 !  | ESP José Antonio Expósito | 6,65 | X    | 7,25 | X    | 6,86 | X    | 7,25  | Recorde paralímpico  |
| 2 !  | CRO Zoran Talić           | 7,00 | X    | X    | 6,91 | X    | 7,09 | 7,09  |                      |
| 3 !  | POR Lenine Cunha          | 6,95 | X    | X    | 6,94 | 6,90 | X    | 6,95  | Recorde pessoal      |
| 4    | RUS Leonid Ustyuzhanin    | 6,41 | X    | 6,59 | 5,98 | 6,20 | 6,55 | 6,59  | Recorde pessoal      |
| 5    | POL Jacek Kolodziej       | 6,31 | 6,05 | 6,21 | X    | 6,13 | 6,28 | 6,31  | Recorde da temporada |
| 6    | GRE Evangelos Kanavos     | 6,16 | 6,07 | 6,00 | 6,25 | 5,41 | 5,91 | 6,25  |                      |
| 7    | VEN Jose Ortíz            | 6,10 | 5,81 | 5,92 | 6,03 | 5,56 | 6,16 | 6,16  |                      |
| 8    | FRA Daniel Royer          | X    | X    | 5,37 | 5,75 | 5,59 | 5,48 | 5,75  |                      |
| 9    | MAC Hio Sam Tong          | 4,63 | 4,57 | 4,49 | -    | -    | -    | 4,63  | Recorde da temporada |
| 10   | VEN Williams Barreto      | 3,97 | X    | X    | -    | -    | -    | 3,97  | Recorde da temporada |

## F36
| Pos. | Atleta                     | 1    | 2    | 3    | 4    | 5    | 6    | Marca | Notas                |
| ---- | -------------------------- | ---- | ---- | ---- | ---- | ---- | ---- | ----- | -------------------- |
| 1 !  | UKR Roman Pavlyk           | 4,69 | 5,17 | 5,16 | 5,23 | 4,96 | X    | 5,23  | Recorde pessoal      |
| 2 !  | POL Mariusz Sobczak        | 5,14 | 4,95 | 5,07 | 4,79 | 4,76 | X    | 5,14  | Recorde pessoal      |
| 3 !  | RUS Vladimir Sviridov      | X    | 4,93 | 4,88 | 5,08 | 4,85 | 5,06 | 5,08  | Recorde da temporada |
| 4    | POL Marcin Mielczarek      | 4,73 | 4,92 | 4,65 | 5,05 | 5,06 | 5,07 | 5,07  | Recorde pessoal      |
| 5    | CHN Xu Ran                 | 5,06 | X    | X    | X    | 5,07 | X    | 5,07  | Recorde asiático     |
| 6    | USA Chris Clemens          | 4,80 | 4,95 | 4,83 | 4,98 | 4,73 | X    | 4,98  |                      |
| 7    | GRE Anastasios Petropoulos | 4,42 | 4,90 | 4,38 | X    | X    | 4,68 | 4,90  | Recorde pessoal      |
| 8    | KAZ Sergey Kharlamov       | 4,43 | 4,25 | 4,45 | 4,31 | 4,36 | 4,68 | 4,68  | Recorde pessoal      |
| 9    | IRQ Hasan Janabi           | 4,31 | 4,40 | 4,33 | -    | -    | -    | 4,40  | Recorde da temporada |

## F37/38
Na classe F37/38, uma equação foi utilizada para calcular as marcas, para assim compensar a desvantagem motora de atletas da classe F37.
| Pos. | Atleta                            | Classe | 1    | 2    | 3    | 4    | 5    | 6    | Marca | Notas                |
| ---- | --------------------------------- | ------ | ---- | ---- | ---- | ---- | ---- | ---- | ----- | -------------------- |
| 1 !  | RUS Gocha Khugaev                 | F37    | 6,23 | 6,00 | 5,98 | 6,28 | 6,31 | 6,12 | 6,31  | Recorde mundial      |
| 2 !  | CHN Ma Yuxi                       | F37    | 5,98 | X    | 6,10 | 6,17 | 5,95 | 6,26 | 6,26  | Recorde asiático     |
| 3 !  | RSA Dyan Buis                     | F38    | X    | 6,19 | X    | 6,32 | 6,48 | 6,39 | 6,48  | =                    |
| 4    | TUN Mohamed Farhat Chida          | F38    | 6,01 | 6,01 | 6,06 | 6,01 | 6,21 | 6,36 | 6,36  | PB                   |
| 5    | RSA Andrea Dalle Ave              | F37    | 6,02 | 5,82 | X    | 5,79 | 5,78 | 5,54 | 6,02  | Recorde africano     |
| 6    | UKR Andriy Onufriyenko            | F38    | 5,35 | 5,46 | 6,09 | 5,97 | 5,07 | 5,56 | 6,09  | =                    |
| 7    | MEX Benjamin Ivan Cardozo Sánchez | F37    | 3,69 | 5,34 | X    | 5,63 | 5,62 | 5,71 | 5,71  | Recorde da América   |
| 8    | RUS Vladislav Barinov             | F37    | 5,40 | 5,60 | 5,58 | 5,67 | 5,44 | 5,42 | 5,67  | Recorde da temporada |
| 9    | LAT Dmitrijs Silovs               | F37    | X    | 5,29 | 5,24 | -    | -    | -    | 5,29  |                      |
| 10   | RSA Union Sekailwe                | F38    | 3,93 | 5,08 | 5,10 | -    | -    | -    | 5,10  |                      |
| -    | PAK Haider Ali                    | F38    | X    | X    | X    | -    | -    | -    | NM    |                      |

## F42/44
| Pos. | Atleta                   | Classe | 1    | 2    | 3    | 4    | 5    | 6    | Marca | Notas                |
| ---- | ------------------------ | ------ | ---- | ---- | ---- | ---- | ---- | ---- | ----- | -------------------- |
| 1 !  | GER Markus Rehm          | F44    | 7,14 | 7,00 | 7,35 | 7,31 | X    | X    | 7,35  | Recorde mundial      |
| 2 !  | GER Wojtek Czyz          | F42    | 6,13 | 6,33 | 6,27 | 6,30 | 6,22 | 6,30 | 6,33  | Recorde pessoal      |
| 3 !  | DEN Daniel Jørgensen     | F42    | 5,97 | 5,87 | 6,11 | 5,95 | 5,95 | 5,95 | 6,11  | Recorde pessoal      |
| 4    | GER Heinrich Popow       | F42    | 6,01 | 6,07 | 5,97 | 5,91 | 5,33 | 5,57 | 6,07  | Recorde da temporada |
| 5    | JPN Atsushi Yamamoto     | F42    | 5,14 | 5,84 | 5,95 | 3,84 | X    | 5,83 | 5,95  | Recorde asiático     |
| 6    | CHN Qiuhong Wang         | F44    | 6,21 | 5,74 | 6,27 | X    | X    | X    | 6,27  | Recorde asiático     |
| 7    | FRA Jean-Baptiste Alaize | F44    | 6,15 | X    | 6,19 | 6,04 | 5,98 | 5,88 | 6,19  |                      |
| 8    | BRA André Oliveira       | F44    | 6,12 | X    | X    | 5,84 | X    | 5,71 | 6,12  | Recorde da temporada |
| 9    | SRI Pituwala Kankanage   | F44    | 5,54 | 5,56 | 5,36 | -    | -    | -    | 5,56  |                      |
| 10   | ISL Helgi Sveinsson      | F42    | 4,25 | 3,66 | 3,95 | -    | -    | -    | 4,25  |                      |
| 11   | CHN Weizhong Guo         | F42    | X    | 4,06 | r    | -    | -    | -    | 4,06  |                      |

## F46
| Pos. | Atleta                   | 1    | 2    | 3    | 4    | 5    | 6    | Marca | Notas                |
| ---- | ------------------------ | ---- | ---- | ---- | ---- | ---- | ---- | ----- | -------------------- |
| 1 !  | CHN Fuliang Liu          | 6,45 | X    | 6,78 | 7,12 | 7,15 | 7,09 | 7,15  | Recorde asiático     |
| 2 !  | FRA Arnaud Assoumani     | 6,93 | 6,86 | 6,94 | 7,06 | 7,13 | 7,05 | 7,13  | Recorde da temporada |
| 3 !  | AZE Huseyn Hasanov       | 6,45 | 6,53 | 6,23 | 4,53 | 6,44 | 6,48 | 6,53  | Recorde da temporada |
| 4    | FRA Alain Akakpo         | X    | 6,45 | X    | X    | 6,33 | 6,46 | 6,46  | Recorde da temporada |
| 5    | INA Setiyo Budi Hartanto | 6,12 | 6,19 | 6,44 | 6,20 | 6,00 | 6,11 | 6,44  | Recorde pessoal      |
| 6    | IND Jagseer Singh        | X    | 6,42 | 6,33 | X    | X    | X    | 6,42  |                      |
| 7    | MAS Eryanto Bahtiar      | 6,32 | X    | 6,22 | 6,16 | 6,19 | 6,35 | 6,35  | Recorde da temporada |
| 8    | BLR Aliaksandr Subota    | 5,89 | 5,96 | 5,71 | 6,04 | 6,02 | 6,06 | 6,06  |                      |
| 9    | CHN Hongjie Chen         | 5,93 | 5,70 | 5,93 | -    | -    | -    | 5,93  | Recorde da temporada |
| 10   | USA Tobi Fawehinmi       | X    | X    | 5,17 | -    | -    | -    | 5, 17 |                      |
| 11   | ROU Florin Marius Cojoc  | X    | 4,14 | 3,04 | -    | -    | -    | 4,14  |                      |

Legenda
| Recorde mundial      | Recorde mundial (World record)               |                       | Recorde africano                      | Recorde africano (African) |                                           | Q | Classificado por posição (Qualified) |
| Recorde paralímpico  | Recorde paralímpico (Paralympic record)      | Recorde da América    | Recorde da América (Americas)         | q                          | Classificado por melhor tempo (Qualified) |   |                                      |
| Melhor marca do ano  | Melhor marca do ano (World leading)          | Recorde asiático      | Recorde asiático (Asian)              | DNS                        | Não largou (Did not start)                |   |                                      |
| Recorde nacional     | Recorde nacional (National record)           | Recorde europeu       | Recorde europeu (European)            | DNF                        | Não terminou (Did not finish)             |   |                                      |
| Recorde pessoal      | Recorde pessoal do atleta (Personal best)    | Recorde da Oceania    | Recorde da Oceania (Oceania)          | DSQ / DQ                   | Desclassificado (Disqualified)            |   |                                      |
| Recorde da temporada | Recorde da temporada do atleta (Season best) | Recorde sul-americano | Recorde sul-americano (South America) | NM                         | Sem marca (No mark)                       |   |                                      |